# La presa (novela)
La presa (Shiiku, 飼育) es una novela corta del escritor japonés Kenzaburō Ōe de 1958, galardonada con el prestigioso Premio Akutagawa. Fue publicado en español por Anagrama.
Se ubica en un pequeño pueblo de Japón durante la guerra del Pacífico, cuando un avión aliado, piloteado por un negro, se estrella en las cercanías. El negro causa miedo y furor entre los aldeanos, especialmente en el personaje infantil, que se convierte en una especie de sacerdote del nuevo "dios" de los niños de la aldea.
Es en parte un libro autobiográfico, ya que recuerda al pueblo en que el propio Oé pasó su primera infancia.